# Alchemilla paludicola
Alchemilla paludicola é uma espécie de rosácea do gênero Alchemilla, pertencente à família Rosaceae.